# Akhuta
Akhuta（あくた）は、日本のソングライター、編曲家、歌手、ギタリスト、キーボーディスト、ベーシスト、ピアニストである。元コナミアミューズメント所属。

## 概要
2013年、jubeat saucer収録の「此岸の戯事」でデビュー。BEMANIシリーズのさまざまな機種の楽曲を主に制作している。Akhuta曰く「理論の欠けた音楽は説得力に欠け、感性の欠けた音楽は面白味に欠ける」とのこと。
かつてはミライダガッキやjubeatのサウンドスタッフとして活動していた。
作曲・編曲の他、作詞、歌唱、コーラス全て一人で手がけ、ギター、ベース、ピアノ、キーボードの演奏もこなすマルチプレイヤーであることを武器に、ソングライター、編曲家、歌手、ギタリスト、キーボーディストなど多方面で活動している。
2022年6月13日、自身のTwitterでコナミを退職したことを報告し、現在は養生のため活動を休止している。

## 提供楽曲
各初出の収録タイトルは太字で表記。

### jubeat
jubeat saucer
- 此岸の戯事 / Akhuta（作詞・作曲・編曲・歌唱・コーラス）
- 影縫い胤撒き / Akhuta（作詞・作曲・編曲・歌唱・コーラス）

jubeat saucer fulfill
- 枝に結ぶ願い / Akhuta（作詞・作曲・編曲・歌唱・コーラス）

jubeat prop
- 日天悦扇紊舞 / Akhuta（作詞・作曲・編曲・歌唱）

jubeat Qubell
- 六花にくちづけ / Akhuta（作詞・作曲・編曲・歌唱）
- Glitter Flatter Scatter / Project B-（作曲・編曲）
- Bonjour, The World!! / 中島由貴 feat. dj TAKA with S-C-U meets Akhuta（作詞・コーラス）
- 椀・of・Relaxation / A応P（作詞・作曲・編曲）[4]
- 拙者はSAMURAI FOOD / S-C-U a.k.a. Food Samurai × A応P（作詞）

jubeat clan
- レゾンデートル、前線より / 中島由貴（作詞・作曲・編曲）
- 狂髪天を撫でて綴れ雲の綻び 五体北風に散りて痕も無し / BEMANI Sound Team "Akhuta Works"（作詞・作曲・編曲・歌唱）

jubeat festo
- 廻る季節のゆく先に / 中島由貴（作詞・作曲・編曲）
- Arena Deiporta / BEMANI Sound Team "Akhuta Works"（作曲・編曲）

jubeat Ave.
- Reincarnation Of Dead Petal / BEMANI Sound Team "Akhuta Works"（作曲・編曲）

### GuitarFreaks & DrumMania
GITADORA
- Arena Sexarboris / Akhuta（作曲・編曲・ギター・ベース）
- Veneficus Verticis / Akhuta（作曲・編曲・ギター・ベース）
- Virga Gigantum / Akhuta（作曲・編曲・ギター・ベース）

GITADORA OverDrive
- Insania / Akhuta（作曲・編曲・ギター・ベース）
- Noli Me Tangere / Akhuta（作曲・編曲・ギター・ベース）
- 星宿る空の下で / Akhuta（作詞・作曲・編曲・歌唱・コーラス・ギター・ベース）

GITADORA Tri-boost
- Arx Tyranni / Akhuta（作曲・編曲）
- Eisenplatte / Akhuta y OJ（作詞・コーラス）[5]

GITADORA Tri-boost ReEVOLVE
- 星宿る空の下で　枝に結ぶ願い / Akhuta （作詞・作曲・編曲・歌唱・コーラス）[6]

GITADORA Matixx
- 絶え果つ花の都より / Akhuta（作詞・作曲・編曲・歌唱）
- Duella Lyrica / BEMANI Sound Team "Akhuta Works"（作曲・編曲）

GITADORA EXCHAIN
- Pluvia / BEMANI Sound Team "Akhuta Works"（作曲・編曲）
- 紅花 / BEMANI Sound Team "Akhuta Works"（作詞・作曲・編曲・歌唱）

GITADORA HIGH-VOLTAGE
- Kazekiri Rumble / BEMANI Sound Team "Akhuta Works"
- 硝子玉のゆくえ / BEMANI Sound Team "Akhuta Works" feat.NU-KO
- Last Goodbye / これでほんとにサヨナラ / Toby Fox（編曲：BEMANI Sound Team "Akhuta Works"）

### pop'n music
pop'n music Sunny Park
- Dimensiva Vulnus / Akhuta（作曲・編曲）

pop'n music ラピストリア
- RINИE / GeMiNioИ（作詞・作曲・編曲・歌唱・ギター・ベース）[7]
- 空に抗い堕つるとも / Akhuta（作詞・作曲・編曲・歌唱）
- 乱れた風紀に天罰を / 風紀委員 桐生（作曲・編曲）

pop'n music éclale
- 造花の貌 / Akhuta（作詞・作曲・編曲・歌唱）

pop'n music うさぎと猫と少年の夢
- 魂依 / Akhuta（作詞・作曲・編曲・歌唱・コーラス）
- K∀MUY / GeMiNioИ（作詞・作曲・編曲・歌唱）

pop'n music peace
- Festum Duodecimum! / BEMANI Sound Team "Gaius Iulius Akhutaros"（編曲）[8]
- Invisible Farewell / BEMANI Sound Team "TAKA×PON×Akhuta"（作曲・編曲・歌唱）
- place of the sky / CROSSED FINGERS（ギター）[9]

pop'n music 解明リドルズ
- Revived After Ruined Shine / Rars (performed by BEMANI Sound Team "Akhuta Works")
- Alia Dimensiva / BEMANI Sound Team "Akhuta Works"
- 世界の果てに約束の凱歌を -Advent- / GeMiNioИ[10]

### REFLEC BEAT
REFLEC BEAT colette
- Knell / Project B-（作曲・編曲）
- Lapis Philosophorum / Akhuta（作曲・編曲）

REFLEC BEAT groovin'!!
- Guilty Destruction / DUALLELE(Akhuta&DJ TOTTO) （作曲・編曲） [11]
- Nigra Ludia / Akhuta（作曲・編曲）

REFLEC BEAT VOLZZA
- Palma Lunae / Akhuta（作曲・編曲）

REFLEC BEAT 悠久のリフレシア
- 零 / Akhuta Works feat.ランコ（豚乙女）（作曲・編曲）

### ミライダガッキ
- Jucunda Memoria / Akhuta（作曲・編曲）

### Dance Dance Revolution
DanceDanceRevolution(2014)
- Truare! / Akhuta（作曲・編曲）

DanceDanceRevolution A3
- Fleur / BEMANI Sound Team "Akhuta Works"

### BeatStream
BeatStream アニムトライヴ
- 月風魔伝　〜 ビーストメドレー 〜 / Akhuta（編曲）
- ロプノールの商隊 / Akhuta（作曲・編曲）

### ノスタルジア
- Ater Regis / Akhuta（作曲・編曲）

ノスタルジア ƒORTE
- 亡き王女の為のセプテット / Arranged by Akhuta（編曲）
- Claustra / BEMANI Sound Team "Akhuta Works"（作曲・編曲）
- 夏色DIARY 夕凪ノスタルジア / 猫叉王子 feat.wakhuta（編曲） [12]

ノスタルジア Op.2
- virkatoの主題によるperson09風超絶技巧変奏曲 / Wakhmaninov Akhutaninov（作曲・編曲）
- 熱き決闘者たち / Arranged by BEMANI Sound Team "Akhuta Works"（編曲）
- 残日の聲 / BEMANI Sound Team "ToWha"（作曲・編曲）
- 枕元で聞いた不思議な国のお話 / BEMANI Sound Team "ToWha"（作曲・編曲）
- 凪を穿つ / BEMANI Sound Team "ToWha"（作曲・編曲）

ノスタルジア Op.3
- ニコラウスさんの出来心 / BEMANI Sound Team "Mr.Nicolaus"
- 序曲「煌」 / BEMANI Sound Team "ToWha"
- 波と凪の狭間で / BEMANI Sound Team "Akhuta Works" feat.NU-KO
- 終曲「黒の狂」 / BEMANI Sound Team "Akhuta Works"
- 終曲・改「三儀の凱奏」/ BEMANI Sound Team "Akhuta Works"

### SOUND VOLTEX
SOUND VOLTEX IV HEAVENLY HAVEN
- 狂騒こども節 / Vocal by かなたん[13]

### beatmania IIDX
beatmaniaIIDX 20 tricoro
- Deceive Your Insight / Project B-（作曲・編曲）

beatmaniaIIDX 21 SPADA
- M.D.Injection / Project B-（作曲・編曲）

beatmaniaIIDX 22 PENDUAL
- 超青少年ノ為ノ超多幸ナ超古典的超舞曲 / Project B-（作曲・編曲）
- Broken Sword / 金獅子 vs 麒麟（作曲・編曲）[14]

beatmaniaIIDX 23 copula
- 太陽SUNSUNボンジュールアバンチュール / Project B-（作曲・編曲）

beatmaniaIIDX 24 SINOBUZ
- Sarutobi Champion is 拙者 / Project B-（作曲・編曲）
- Snakey Kung-Fu / 金獅子 vs 麒麟 feat. 獏（作曲・編曲）

beatmaniaIIDX 25 CANNON BALLERS'
- Mira / Akhuta（作曲・編曲）
- Arca / BEMANI Sound Team "Akhuta Works"（作曲・編曲） [15]
- 純真可憐デザイア / BEMANI Sound Team "Hu∑eR" feat. Fernweh（ギター）

beatmania IIDX 26 Rootage
- A Tale Hidden In The Abyss / BEMANI Sound Team "person09"（作曲・編曲） [16][17]

beatmania IIDX 27 HEROIC VERSE
- 曼荼羅恋々 / BEMANI Sound Team "Akhuta Works" feat.Nana Takahashi（作詞・作曲・編曲）
- Calvados Queen / OSTER project feat.かなたん（ギター）

beatmania IIDX 28 BISTROVER
- 乱膳の舞姫 / BEMANI Sound Team "Akhuta Works" feat.mami（作詞・作曲・編曲）

### 連動イベント楽曲
初出のイベント名は太字で表記。
私立BEMANI学園
- 虹色の花 / Akhuta y OJ（作曲・編曲・歌唱）

熱闘!BEMANIスタジアム
- Stella Sinistra / Akhuta Philharmonic Orchestra（作曲・編曲）

発見!よみがえったBEMANI遺跡
- Cleopatrysm / ピラミッ℃（ピアノ） [18]

Coca-Cola×BEMANI
- Ludus In Tenebris / Akhuta（作曲・編曲）

BEMANI×TOHO project REITAISAI 2015
- ほおずき程度には赤い頭髪 / Akhuta（編曲）[19]

BEMANI SUMMER DIARY 2015
- Peragro / Akhutaとオマツリワッショイズ（作曲・編曲） [20]

BEMANI SUMMER GREETINGS
- Puberty Dysthymia / BEMANI Sound Team "person09"（作曲・編曲）

いちかのBEMANI投票選抜戦2019
- Six String Proof(NOSTALGIA Style) / BEMANI Sound Team "Yvya × Akhuta"（編曲） [21]

おとどけ!トロッコ大作戦
- Catapulted Arch / BEMANI Sound Team "person09"（作曲・編曲）

BEMANI 2021 真夏の歌合戦5番勝負
- 斑咲花 / mami,駄々子 by BEMANI Sound Team "Akhuta Works"（作詞・作曲・編曲）

### その他
- Nigra Ludia -ゲット&プレー宣伝用唱歌版- / Akhuta rejected by Akhuta（作詞・作曲・編曲・歌唱） (REFLEC BEAT groovin'!!＋colette ORIGINAL SOUNDTRACK（CD）コナミスタイル盤限定ボーナスDisc『We are “Try to Singers”』 “オレたち歌っちゃいます！”)
- 銃弾は解を撃ち抜いて / 日向美ビタースイーツ♪（作詞・作曲・編曲） (メディアミックス企画「ひなビタ♪」)
- Catch Our Fire! / 中島由貴（作詞・作曲・編曲） (The 8th KONAMI Arcade Champion Ship BEMANI機種エントリー特典楽曲)
- 協奏曲「世界の果てに約束の凱歌を」～28の鍵盤のための～ / BEMANI Sound Team "ToWha" (The 10th KONAMI Arcade Champion Ship BEMANI機種エントリー特典楽曲)
- 此岸の戯事 -爲歌之- / BEMANI Sound Team "Akhuta Works" (beatmania IIDX ULTIMATE MOBILE MUSIC PLAYER内オリジナルアルバム「此岸の戯事 -爲歌之-」)[22]
- パンでも肉食うベヘモット /  BEMANI Sound Team "Akhuta Works" (beatmania IIDX ULTIMATE MOBILE MUSIC PLAYER内オリジナルアルバム「BEMANI presents 東方 ULTIMATE WEAPON」)[23]